# غاري ايمانويل
غاري ايمانويل (بالإنجليزية: Gary Emmanuel)‏ (1 فبراير 1954 بسوانزي في المملكة المتحدة - ) هو مدرب كرة قدم ولاعب كرة قدم بريطاني في مركز الوسط. شارك مع منتخب ويلز تحت 21 سنة لكرة القدم. أما مع النوادي، فقد لعب مع برمنغهام سيتي وسوانزي سيتي وسويندون تاون ونادي بريستول روفيرز ونادي بريستول سيتي ونادي تون بينتري ونادي سانت إيلي تاون ونيوبورت كونتي ونادي ميرثير تيدفيل ‏.

## وصلات خارجية
- غاري ايمانويل على موقع قاعدة بيانات كرة القدم.إي يو (الإنجليزية)